# Tasmanian Open 1971
Il Tasmanian Open 1971 è stato un torneo di tennis giocato sull'erba. È stata la 14ª edizione dell'Tasmanian Open,che fa parte del Pepsi-Cola Grand Prix 1971 e dei Tornei di tennis femminili indipendenti nel 1971. Si è giocato a Hobart in Australia al 5 al 10 gennaio 1971.

## Campioni

### Singolare
Aleksandre Met'reveli  ha battuto in finale  John Alexander con il punteggio di 7–6 6–3 4–6 6–3

### Doppio
Phil Dent /  Alexander Dent hanno battuto in finale  Milan Holeček /  Vladimír Zedník con il punteggio di 6–3 6–2 7–6

### Singolare
Gail Chanfreau ha battuto in finale  Kerry Harris con il punteggio di 6–1 4–6 6–2

### Doppio
Patti Hogan /  Ol'ga Morozova hanno battuto in finale  Brenda Kirk /  Laura Rossouw con il punteggio di 6–2 6–0